# Catarina Lindqvist
Anna Catarina Lindqvist Ryan (Kristinehamn, 13 giugno 1963) è un'ex tennista svedese.

## Biografia
Ha esordito nel circuito WTA nel 1983, ritirandosi poi dieci anni dopo.
Ha raggiunto due volte le semifinali del torneo di Grande Slam, battuta in entrambe le occasioni da Martina Navrátilová (Australian Open nel 1987 e Wimbledon nel 1989). 
Per sette anni consecutivi (1984-1991) è stata la miglior tennista svedese. Ha raggiunto la decima posizione nella classifica mondiale.
Nel 1984 ha battuto due volte una giovanissima Steffi Graf.
Durante la sua carriera da professionista, Catarina Lindqvist ha vinto sei titoli WTA, tra cui uno di doppio.
Vive in New Jersey insieme al marito, lo statunitense Bill Ryan, e i loro tre figli Joakim, Christina e Tobias.